# Municipio de Deep River (Dakota del Norte)
El municipio de Deep River (en inglés: Deep River Township) es un municipio ubicado en el condado de McHenry en el estado estadounidense de Dakota del Norte. En el año 2010 tenía una población de 48 habitantes y una densidad poblacional de 0,51 personas por km².

## Geografía
El municipio de Deep River se encuentra ubicado en las coordenadas 48°35′48″N 100°51′10″O / 48.59667, -100.85278. Según la Oficina del Censo de los Estados Unidos, el municipio tiene una superficie total de 93.63 km², de la cual 93,39 km² corresponden a tierra firme y (0,25 %) 0,24 km² es agua.

## Demografía
Según el censo de 2010, había 48 personas residiendo en el municipio de Deep River. La densidad de población era de 0,51 hab./km². De los 48 habitantes, el municipio de Deep River estaba compuesto por el 100 % blancos. Del total de la población el 0 % eran hispanos o latinos de cualquier raza.